# Bosuilstadion
El Bosuilstadion es un estadio de fútbol ubicado en Amberes, Bélgica. Fue inaugurado el 1 de noviembre de 1923 y tiene una capacidad para 16 649 espectadores, siendo el estadio en el que disputa sus partidos el Royal Antwerp FC. Está localizado en el distrito de Deurne.
El estadio albergó el segundo partido de la final de la Recopa de Europa de 1964 que ganó el Sporting Lisboa al MTK Budapest FC, y la semifinal de la Eurocopa de 1972 entre Bélgica y Alemania, con victoria de los alemanes. 
Un gran número de partidos amistosos de la selección nacional se han disputado en el Bosuilstadion, la mayoría de ellos frente a Holanda. No obstante, el estadio no alberga un partido de Bélgica desde el de 1988 ante Brasil.